# L'Enfant prodige
 (mars 2022).
Si vous disposez d'ouvrages ou d'articles de référence ou si vous connaissez des sites web de qualité traitant du thème abordé ici, merci de compléter l'article en donnant les références utiles à sa vérifiabilité et en les liant à la section « Notes et références ».
Pour plus de détails, voir Fiche technique et Distribution.
L'Enfant prodige est un film québécois écrit et réalisé Luc Dionne, sorti le 28 mai 2010.

## Synopsis
Ce film est basé sur la vie et l'œuvre du pianiste virtuose André Mathieu, surnommé le Mozart québécois.

## Fiche technique
- Titre : L'Enfant prodige
- Réalisation : Luc Dionne
- Scénario : Luc Dionne
- Photographie : Bruce Chun et Daniel Jobin
- Montage : Jean-François Bergeron
- Production : Daniel Louis et Denise Robert
- Société de production : Cinémaginaire
- Pays :  Canada
- Langue : français
- Genre : Drame et biopic
- Durée : 101 minutes
- Format : couleur
- Dates de sortie : 
  -  Canada : 28 mai 2010

## Distribution
- Patrick Drolet : André Mathieu
- Lothaire Bluteau : Pipo
- Benoît Brière : Wilfrid Pelletier
- Marc Béland : Monsieur Honneger
- Patrice Coquereau : Jacques de La Presle
- Françoise Faucher : Madame Homberg
- Sophie Faucher : Cécile Lebel
- Itzhak Finzi : Sergueï Rachmaninov
- Michel Forget : Animateur radio
- Macha Grenon : Mimi Mathieu
- Zaccari-Charles Jobin : André Matieu (très jeune)
- Marc Labrèche : Rodolphe Mathieu
- Guillaume Lebon : André Mathieu (jeune)
- Albert Millaire : Marcel de Valmalète
- Mitsou Gélinas : Vivianne Jobin
- François Papineau : Robert Gouin
- Isabel Richer : Colette Ostiguy
- André Robitaille : Serge Lebrun
- Ivan Sashov : serveur
- Catherine Trudeau : Johanne Lecompte
- Karine Vanasse : Camillette Mathieu